# Nikolaus Beuttner

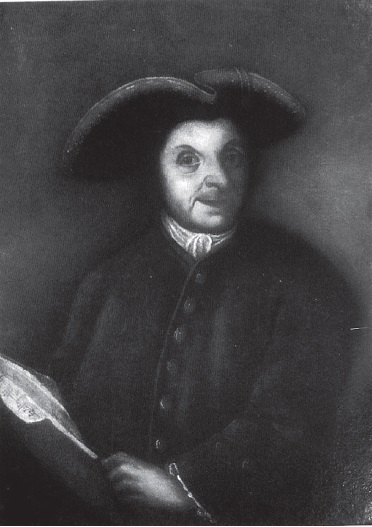
Nikolaus Beuttner, Porträt im Pfarrhaus von Sankt Lorenzen

Nikolaus Beuttner (* vor 1592 in Gerolzhofen; † nach 1610 in Sankt Lorenzen im Mürztal) war ein deutscher Lehrer und Kirchendiener, der als Herausgeber eines katholischen Gesangbuchs bekannt wurde.

## Leben

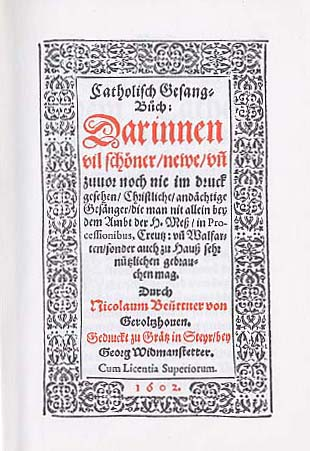
Catholisch Gesang-Buch, Titelseite der Erstausgabe 1602

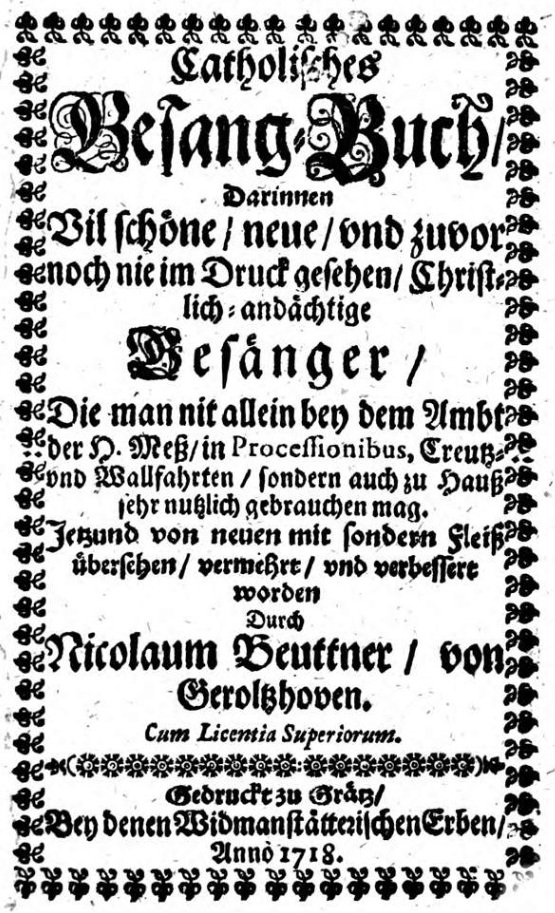
Catholisches Gesang-Buch, Titelseite der Ausgabe von 1718

Nikolaus Beuttner stammte eigenen Angaben zufolge aus Gerolzhofen in Franken. Seine beruflichen Stationen als Schulmeister und katholischer Kantor lagen in der um 1600 noch überwiegend protestantischen Steiermark. Wie viele andere Vorreiter der Gegenreformation wurde er von den Jesuiten angeworben, in die Steiermark zu gehen und dort im katholischen Sinne tätig zu werden. 1592/1593 heiratete er in Mürzzuschlag die Tochter von Mert Krhiechpaumb. Von 1594 bis 1602 ist er in St. Lorenzen im Mürztal als Schulmeister und Kirchendiener nachgewiesen.
1602 druckte Georg Widmanstetter in Graz das von Beuttner herausgegebene Catholische Gesang-Buch, das zu den wichtigsten Kirchenliedsammlungen vor David Gregor Corners Groß Catholisch Gesangbuch (1625) zählt. 1609 gab Beuttner eine überarbeitete Auflage heraus, bis 1718 erschienen mindestens zwölf Auflagen. Die Sammlung ist eher volksliturgisch als katechetisch orientiert und richtet sich weniger an die singende Gemeinde als an Kantoren und Geistliche. Sie besteht vorwiegend aus volkstümlichen, größtenteils vorreformatorischen „Kirchfahrter-Rueff“ (d. h. Wallfahrtsliedern; „Ruf“ bezeichnet dabei im Spätmittelalter eine poetische Form strophenreicher litaneiartiger Zweizeiler). Anregungen entnahm Beuttner auch aus dem Erbauungsbuch Das güldene Hauskleinot (1594) von David Mörlin (um 1565 – nach 1608). Einige Lieder aus Beuttners Sammlung sind bis heute verbreitet, darunter
- Unser lieben Frauen Traum
- Es flog ein Täublein weiße
- Es wollt ein Jäger jagen, wohl in des Himmels Thron (Der geistliche Jäger)[7]
- Christe, du Lamm Gottes (GL 204; GLalt 502)

## Werke
- Catholisch Gesang-Buch. Graz 1602 (Digitalisat der Auflage von 1718: urn:nbn:de:bvb:12-bsb10922465-1).
  - Reprint: Walther Lipphardt (Hrsg.): Catholisch Gesang-Buch: Darinnen vil schöner / newe / vnd zuuor noch nie im druck gesehen […] Durch Nicolaum Beuttner. Akademische Druck- und Verlags-Anstalt, Graz 1968, OCLC 174200723.